# ويليام دانيال باريت
ويليام دانيال باريت (بالإنجليزية: William Daniel Barrett)‏ هو سياسي نيوزلندي، ولد في 27 أكتوبر 1878، وتوفي في 1953.